# Flugplatz Ferlach-Glainach

i7
i11
i13
Der Flugplatz Ferlach-Glainach (ICAO-Code: LOKG) ist ein privater Flugplatz in Ferlach im österreichischen Bundesland Kärnten. Er wird durch den Flugsportclub Ferlach betrieben.

## Lage
Der Flugplatz liegt etwa 2,5 km östlich des Zentrums der Gemeinde Ferlach in der Ortschaft Glainach. Naturräumlich liegt der Flugplatz im Rosental an der Drau.

## Flugbetrieb
Der Flugplatz Ferlach-Glainach besitzt eine Betriebszulassung für Segelflugzeuge und Motorflugzeuge bis zu einem maximalen Abfluggewicht von 5800 kg. Er verfügt über eine 618 m lange Start- und Landebahn aus Gras. Nicht am Platz stationierte Luftfahrzeuge benötigen eine Genehmigung des Platzhalters (PPR), um in Ferlach-Glainach landen zu können.